# Yuya

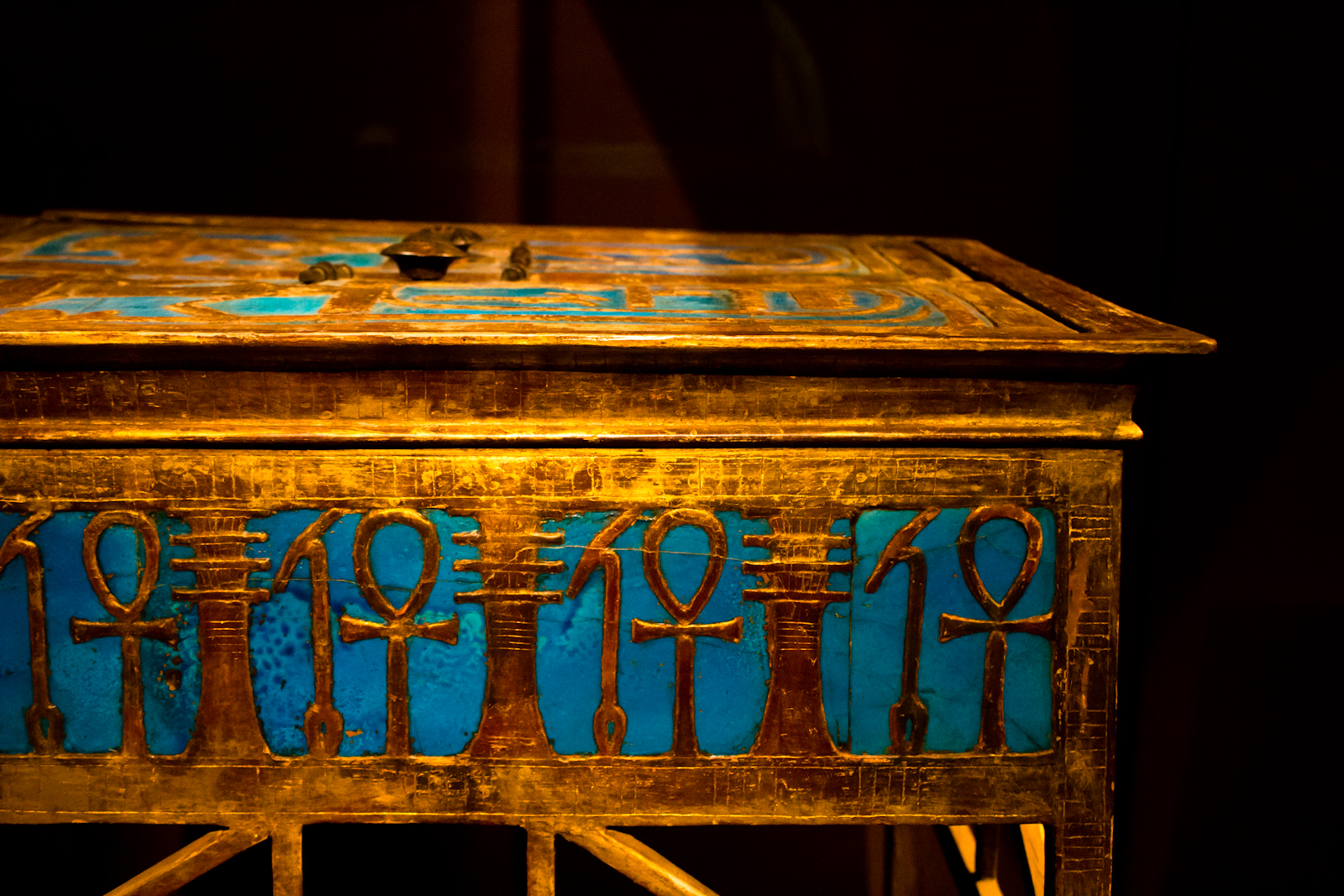
Chiếc rương chạm khắc tinh xảo có mang tên của Amenhotep III được chôn trong KV46

Yuya (hay Iouiya, Yaa, Ya, Yiya, Yayi, Yu, Yuyu, Yaya, Yiay, Yia, and Yuy) là một nhân vật quyền lực của Vương triều thứ 18 của Ai Cập cổ đại. Yuya là cha của hoàng hậu Tiye, người vợ quyền lực của pharaon Amenhotep III.

## Thân thế
Yuya là người Akhmim, Thượng Ai Cập, có xuất thân từ gia đình quý tộc. Vợ ông là phu nhân Tjuyu, người cũng nắm giữ nhiều chức vụ tôn giáo quan trọng. Hai người có với nhau 2 mặt con: Chính cung hoàng hậu Tiye và Đại pháp quan Anen. Họ cũng có thể là cha mẹ của pharaon Ay. Do Ay cũng xuất thân từ Akhmim nên người ta suy đoán rằng ông có mối quan hệ cha con với Yuya.
Dựa vào cách viết tên của ông, các nhà Ai Cập học đoán rằng ông có thể là một người ngoại quốc. Ông cũng được nghĩ là anh em trai với hoàng hậu Mutemwiya, mẹ đẻ của Amenhotep III, và cả hai đến từ Mitanni. Giả thuyết này sau đó không được chấp nhận, và nguồn gốc của Yuya vẫn còn là bí ẩn.
Là quốc trượng (cha vợ của vua) của Amenhotep III, ông được phong Tể tướng và trở thành quân sư của con rể. Yuya còn giữ nhiều chức vụ quan trọng trong triều đình và được gọi là "Cha của vị thần". Tại quê nhà Akhnim, ông được gọi là "Nhà tiên tri của Min" và "Người giữ đàn gia súc của Min".

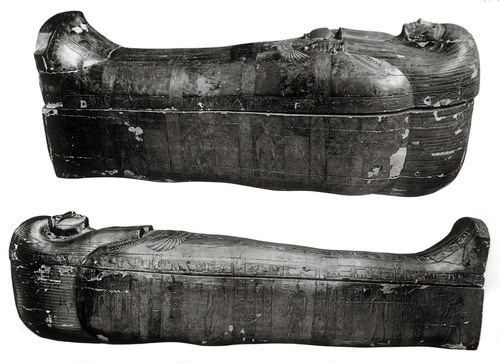
Hai cỗ quan tài của Yuya

## An táng
Yuya và vợ đã được Amenhotep III cho táng tại KV46, Thung lũng các vị vua, được phát hiện bởi nhà nghiên cứu James Quibell. Ngôi mộ đã bị trộm đột nhập, nhưng may mắn thay các vật dụng tùy táng quý giá và hai xác ướp của ông bà vẫn còn nguyên vẹn.
Ông được cho là qua đời vào khoảng hơn 50 tuổi.